# Returned and Services League of Australia
La Returned and Services League, Australia (RSL) est une organisation de soutien pour les hommes et les femmes qui ont servi ou servent dans l'Australian Defence Force.

## Mission
La mission de la RSL est de s'assurer que des programmes sont en place pour le bien-être, les soins, l'indemnité et la commémoration des membres actifs et anciens des forces de défense et de leurs personnes à charge ; et de promouvoir la reconnaissance du gouvernement et de la communauté à la nécessité d'une Australie sûre, stable et progressiste. Cependant, même dans les années 1970, il s'agissait d'une organisation « intrinsèquement conservatrice », selon le professeur John Blaxland.